# Sanoesi Pane

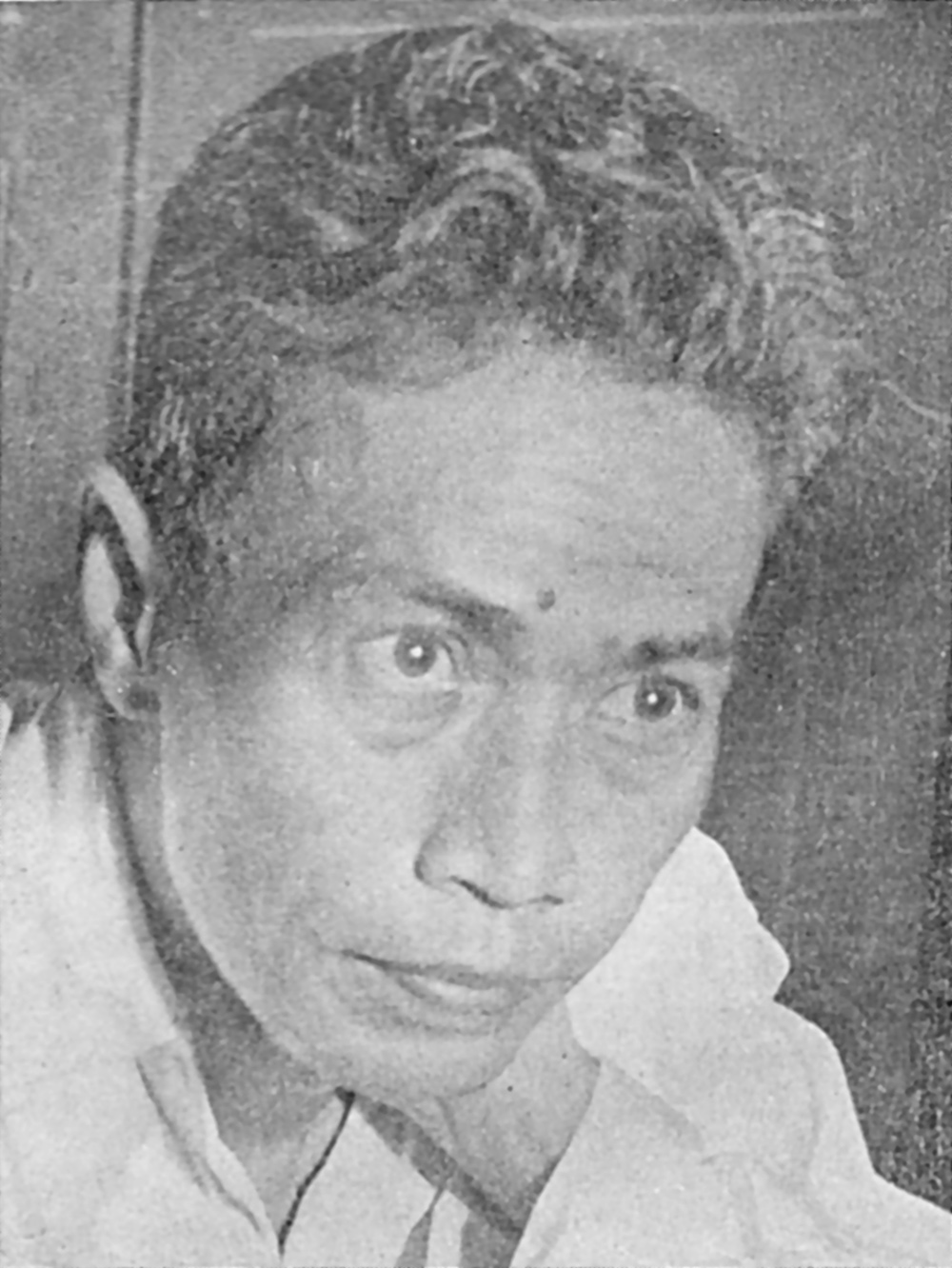
Sanoesi Pane omstreeks 1955

Sanoesi Pane (Muara Sipongi, Tapanuli, Sumatra, 14 november 1905 - Djakarta, 2 januari 1968) was een Indonesisch dichter en schrijver. Pane was een van de belangrijkste auteurs binnen de Indonesische letterkunde. Vooral zijn verzen en drama's kregen bekendheid. Hij onderscheidde zich in de Pudjangga Baru, door niet op het Westen maar op Indië georiënteerde literatuur.
Hij was de broer van schrijver en dichter Armijn Pane.
- Bibliothèque nationale de France: cb16676466z (data)
- Gemeinsame Normdatei: 1034264168
- International Standard Name Identifier: 0000 0000 8450 9189
- Library of Congress Control Number: n88246908
- Nederlandse Thesaurus van Auteursnamen: 074139967
- Système universitaire de documentation: 076592154
- Trove: 898183
- Virtual International Authority File: 45867923
- WorldCat: E39PBJxWYHqv8Crx66hGvDBdcP